# Roxburghshire (circonscription du Parlement d'Écosse)
Avant les Actes d'Union de 1707, les barons comté de Roxburgh (également appelé Teviotdale) élisaient des commissaires pour les représenter au Parlement monocaméral d'Écosse et à la Convention des États. Le nombre de commissaires est passé de deux à quatre en 1690.
Après 1708, le Roxburghshire a envoyé un membre à la Chambre des communes de Grande-Bretagne.

## Liste des commissaires du comté
- 1617 and 1621: Andrew Riddell de Riddell[1]
- 1628–33, 1646–47, 1650: Sir Walter Riddell de Riddell[1]
- 1639–41: Robert Pringle de Stichill[2]
- 1645, 1648–49, 1659: Sir Andrew Kerr de Greenhead[3]
- 1661–63: Sir Archibald Douglas de Caveria [4]
- 1661–63, 1667 (convention), 1669–74: Sir Gilbert Eliott de Stobs[5]
- 1665 (convention): John Scot de Langshaw [6]
- 1665 (convention), 1667 (convention): Harie McDowd [7]
- 1669–74: Sir Andrew Kerr de Greenhead[3]
- 1678 (convention), 1681–82: Robert Pringle de Stichell[8]
- 1678 (convention), 1681–82: Henry McDougal de McCairston [9]
- 1685–86, 1689 (convention), 1689–93: Patrick Scott de Ancrum (expulsé)[10]
- 1685–86, 1702–07: Sir William Kerr de Greenhead[3]
- 1689 (convention), 1689–1693: Sir William Eliott de Stobs (expulsé)[5]
- 1693–1702, 1702–07: Sir William Bennet de Grubbet[11]
- 1693–1702: John Scott de Wooll  [12]
- 1690–1700: Sir John Riddell de Riddell (décédé vers 1700)[1]
- 1690–98: Sir William Douglas de Cavers, sheriff (décédé vers 1698) [12]
- 1698–1700: Sir James Scott de Galla [12]
- 1700–02, 1702–07: Archibald Douglas, sheriff[13]
- 1702-07 Sir Gilbert Elliot de Minto [12],[14]